# Gleditsia triacanthos

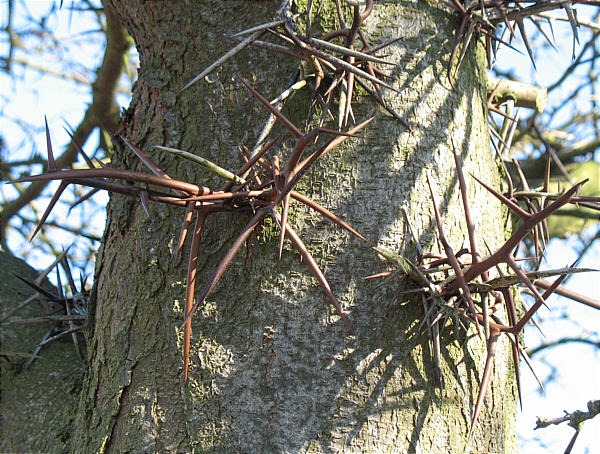
Espinas multífidas en el tronco.

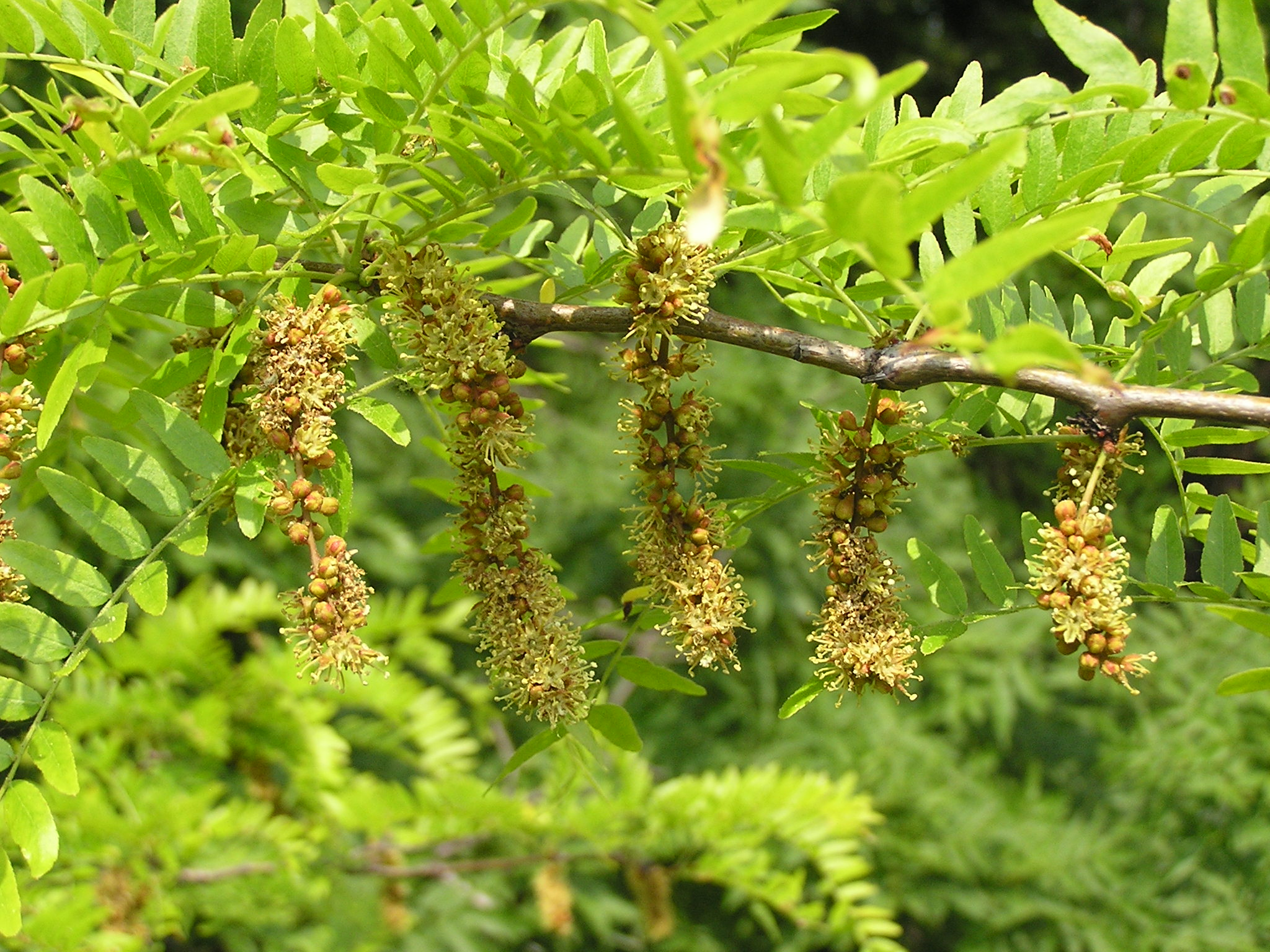
Hojas e inflorescencias.

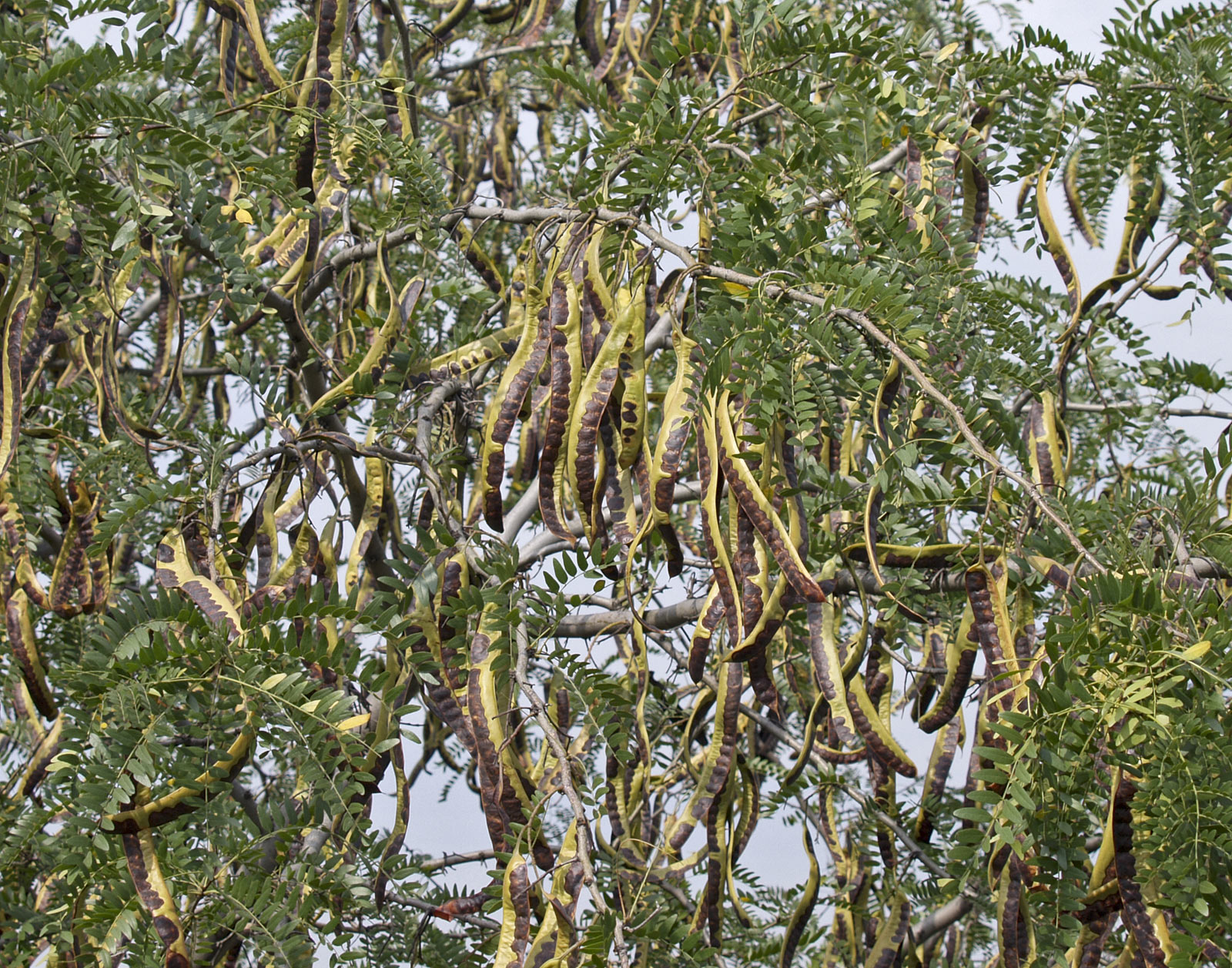
Frutos (legumbres) semimaduros in situ

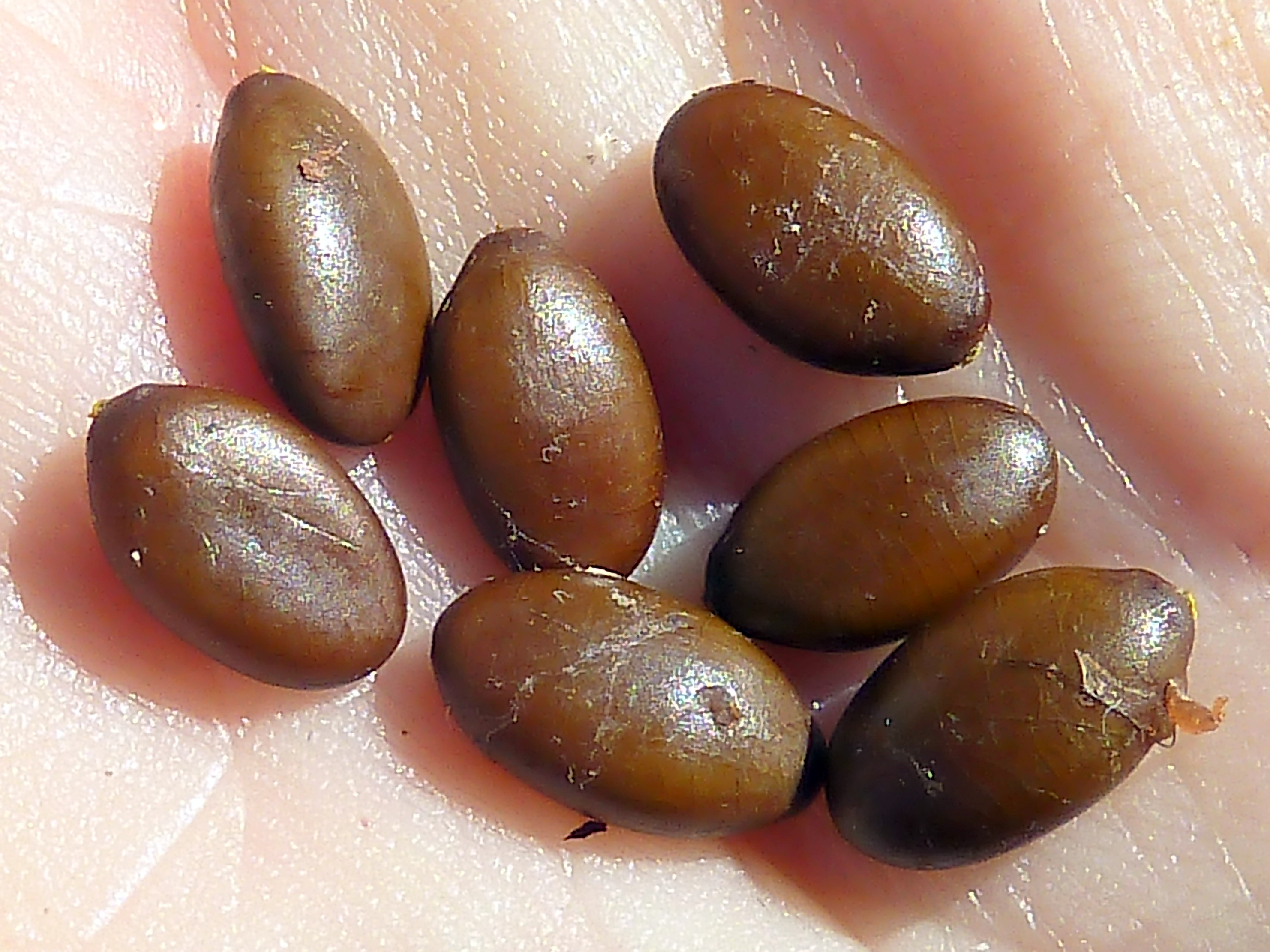
Simientes maduras sueltas.

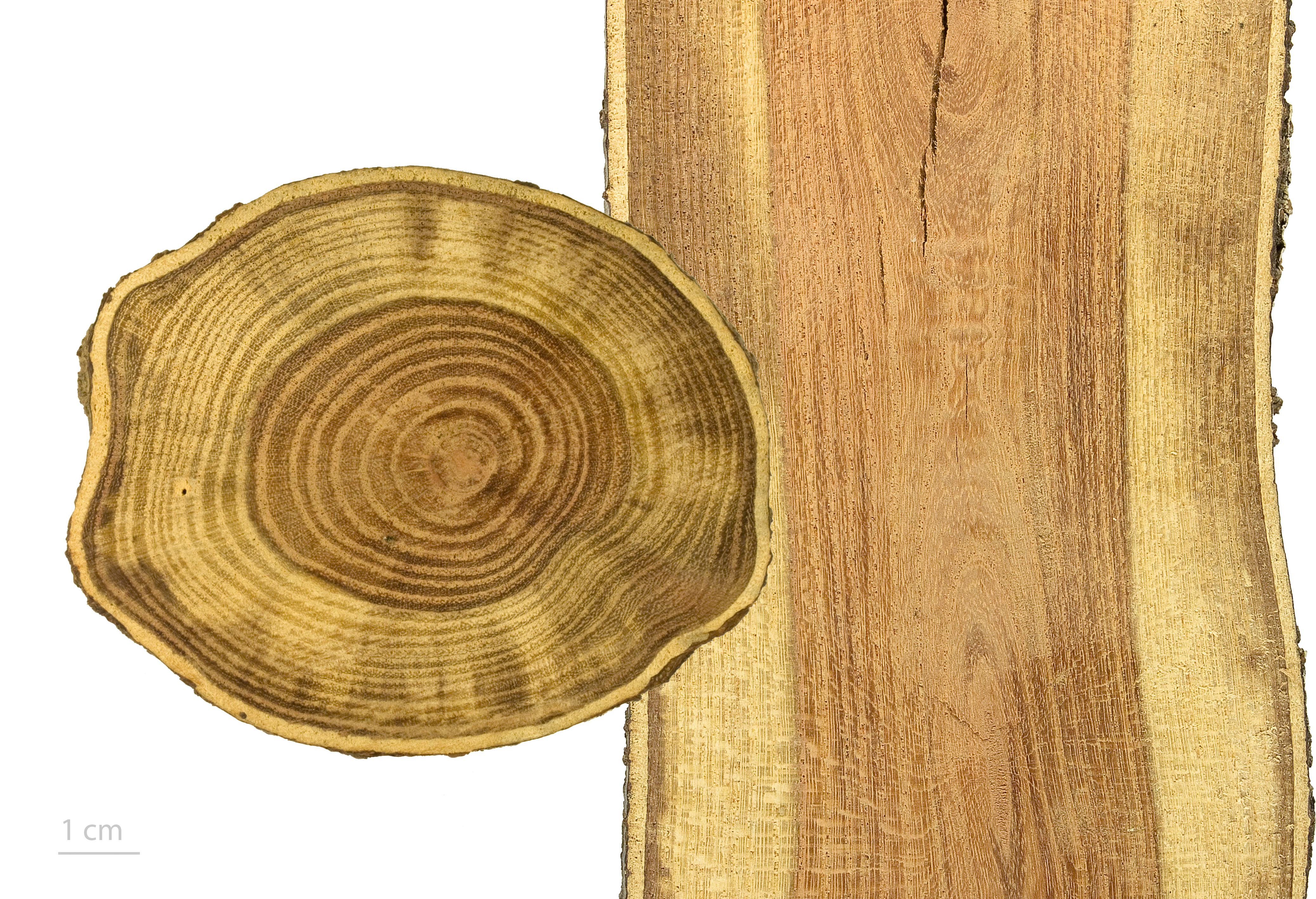
Madera cortada axial y transversalmente.

Gleditsia triacanthos, la acacia de tres espinas, gleditsia de tres espinas, “acacia” negra, o "acacia" o "algarrobo" de miel es una especie de árbol caducifolio de la familia Fabaceae. Se caracteriza por presentar la vaina de sus semillas una pulpa dulce, cuyo sabor y textura recuerda a la miel.
Es un árbol de crecimiento rápido que puede llegar hasta unos 20-30 m de altura en menos de 40 años. Tiene gran capacidad de rebrote por las raíces y es resistente a la poda y a la sequía.
Junto con Robinia pseudoacacia y Sophora japonica, es una de las tres «falsas acacias» plantadas habitualmente en muchas ciudades del mundo para adornar calles y parques. Debido al nombre común que comparten se debe tener cuidado al momento de diferenciarlas, ya que R. pseudoacacia es tóxica.

## Descripción

### Morfología
Es un árbol dioico que puede llegar a los 30 m de altura, de tronco macizo y amplia copa. 
Es una de las pocas leguminosas que no tiene un sistema de fijación de nitrógeno por nódulos de bacterias.
La hojas, pinnadas, son muy grandes (hasta 40 cm de largo), estipuladas, con pecíolo de 3-5 cm. Tienen 8-20 pares de folíolos de 8-35 por 3-11 mm, oblongos u oblongo-elípticos. 
Las inflorescencias pueden llegar hasta los 10 cm, las masculinas generalmente con 40-60(150) flores, las femeninas con 4-7(60). Dichas flores son verdoso-amarillentas, las masculinas sin pistilo, casi sentadas; las femeninas con pedicelo de 2-3 mm. Los tépalos miden 1,5-4 por 0,3-1,3 mm, los externos más estrechos que los internos con los de las flores masculinas, en general más pequeños que los de las femeninas. 
El ovario contiene 20-30 rudimentos seminales y da un fruto péndulo en legumbre glabra, comprimida, recta, algo curva o espiralmente retorcida, indehiscente, de interior carnoso, pulposo, azucarado y comestible, color rojizo-chocolate cuando madura, de 20-50 por 2,5-5 cm, y con numerosas semillas elipsoidales, algo aplanadas, de color pardo-rojizo, embebidas en dicha pulpa, dispuestas transversalmente y en una sola fila desplazada lateralmente hacía el margen exterior, con el hilo puntual y subapical, y miden 8,5-10 por 6,5-8 mm. Las vainas largas, que finalmente se secan y maduran a marrón o granate, están rodeadas de una piel dura y correosa que se adhiere fuertemente a la pulpa interna. La pulpa, de color verde brillante en las vainas verdes, es comestible, muy dulce, crujiente y suculenta en las vainas maduras.

### Desarrollo
Se reproduce sexual y asexualmente; la polinización es entomófila y la dispersión de semillas es endozoócora.
Florece australmente de noviembre a diciembre y fructifica de diciembre a mayo; alcanza la edad reproductiva a los 7 años y vive en promedio 80 años.

### Preferencias ecológicas
Prefiere los suelos húmedos, profundos y bien drenados, así como una exposición soleada, tolera bastante bien la sombra, la contaminación y los suelos alcalinos, secos y compactados. Es bastante tolerante con las podas, que deben realizarse casi sin remedio para formarlo de joven. Soporta bastante bien el trasplante, tiene un crecimiento bastante rápido y una longevidad notable.

## Distribución geográfica

### Natural
Es originaria del sureste de Estados Unidos, en la cuenca del río Misisipi (Virginia), y habita también el sur de las grandes planicies, Texas y el norte de México..

### Introducida
Es un invasor común de numerosos pastizales pampeanos argentinos, ya que el ganado gusta de sus legumbres y dispersa las semillas no digeribles (endozoocoria). Se concentran en forma de galería en los arroyos, cañadones y bajos. En Uruguay también es plaga y se tomaron medidas oficiales para combatirla.
Fue introducida en Europa desde el este de Norteamérica en el siglo XVII. Se ha adaptado perfectamente al clima de España, y muchos otros países. Se utiliza como alineación y en parques y jardines por su porte elegante. A veces usado también como seto vivo por poseer espinas afiladas de tres puntas de hasta 20 cm de longitud (de ahí el término griego triacanthos) que resultan muy persuasivas, aunque existe una variedad llamada inerme caracterizada por la ausencia de estas espinas. Se ha naturalizado en muchas zonas y crece en jardines de casas abandonadas, cunetas de las carreteras y riberas de algunos ríos. 
Hoy en día es cosmopolita. Se cree que se introdujo a la Argentina desde Estados Unidos, a principio del siglo XIX, con la colonización europea, cuando la Región Pampeana era un océano de pasto sin árboles y comenzaba a ser necesario alambrar los campos y construir cercos. Con el paso de los años, se convirtió en una especie invasora muy agresiva en diferentes ecosistemas, desde Buenos Aires hasta Tucumán y de Córdoba a la Mesopotamia argentina.

### Invasión biológica

#### En Argentina
Es tan exitosa como leñosa invasora de los diferentes biomas debido a que está adaptada para germinar en las condiciones típicas de cada ambiente y posee una gran capacidad de ajustarse a la variabilidad del ambiente y seguir creciendo.
Esto lo comprueba Pedro Tognetti, quien es un docente del Departamento de Métodos Cuantitativos y Sistemas de Información de la FAUBA. Tognetti realizó un estudio, donde analizaron semillas de acacias extraídas de tres lugares diferentes del país (Tucumán, Buenos Aires y Córdoba) y las pusieron a germinar en cámaras. Llegaron a la conclusión de que cada semilla germinaba perfectamente en las condiciones climáticas que correspondían al ambiente de donde fueron extraídas para el estudio. Dándonos a entender que existe una adaptación a las condiciones locales de los diferentes ambientes.
En cuanto a los daños que esta especie causa podemos encontrarnos con su participación en la biodiversidad de arroyos y ríos de la zona pampeana, donde las acacias en alta densidad reducen la luz que llega al arroyo y esto impide que sobrevivan las plantas acuáticas, de las cuales se alimentan microorganismos que sirven de alimento para otros organismos más grandes. Se ha convertido en una pesadilla para los productores agropecuarios, debido a que avanza rápidamente sobre tierras productivas y sus espinas terminan perjudicando a los productores de las zonas, ya que estas rasgan las lonas de los camiones que pasan por los caminos de tierra. Los costos de erradicarla son muy elevados, además de que se usan herbicidas perjudiciales para el medio ambiente.

#### Métodos tomados para su control
- Alejar los suficientes metros de los ríos y arroyos al ganado, para reducir el efecto de dispersión y su velocidad de crecimiento.

- También se cree que si se detectan las plántulas cuando son pequeñas y tiernas, se podría usar el pastoreo del ganado como herramienta de control, donde las vacas se comerían las plántulas de la Acacia negra, evitando la dispersión de las semillas.

- De igual manera, se aconseja purgar al ganado previo a su traslado.

Por el momento, la única medida legal tomada en la Argentina, es la ley 10485 que prohíbe en el territorio de la Provincia de Entre Ríos la reproducción y plantación de las especies leñosas exóticas invasoras con fines comerciales, de explotación forestal y de uso paisajístico.

## Usos
La pulpa en el interior de las vainas es comestible (a diferencia de la falsa acacia Robinia pseudoacacia, que es tóxica), siendo consumida por la fauna silvestre y el ganado, y además utilizada para la alimentación y la medicina tradicional por los nativos americanos. Debido a ello se le conoce igualmente con el nombre honey "locust" ("algarrobo" de miel), debido al sabor dulce de la pulpa.
Igualmente su semilla comestible posee potencial nutricional, y la harina elaborada a partir de sus cotiledones constituye una fuente alimentaria con diversos usos potenciales para la pastelería y panadería, entre otros usos gastronómicos.
Las hojas de la planta son un muy buen forraje para el ganado, además sus semillas son muy consumidas por ellos, debido a su abundancia y sabor dulce. 
La miel producida por las abejas que polinizan esta planta es de buen sabor, por lo que es utilizada como flora apícola.
Como especie ornamental y de cultivo, existen y/o se han desarrollado variedades sin espinas. Las formas sin espinas (Gleditsia triacanthos var. inermis) se encuentra ocasionalmente en estado silvestre, y está igualmente disponible en viveros.
Su madera es muy resistente e imputrescible en contacto con el agua por lo que era muy apreciada para la fabricación de las ruedas de los carros y actualmente en ebanistería. También es utilizada para vigas y postes debido a la erguidez de la planta. 
Dado que tanto el tronco como las ramas de las variedades silvestres presentan unas espinas de tamaño considerable, es utilizado por diversas aves para hacer nidos debido a que es materialmente imposible que algún depredador pueda ascender hasta el mismo.

## Taxonomía
Gleditsia triacanthos fue descrita por Carlos Linneo y publicado en Species Plantarum 2: 1056–1057. 1753.
Citología
- Tiene un número de cromosomas de: 2n=28[12][13]

Taxones infraespecíficos
Todos son sinónimos de la especie.
Sinonimia
- Acacia americana Stokes
- Acacia inermis Steud.
- Acacia laevis Steud.
- Acacia triacanthos Gron.

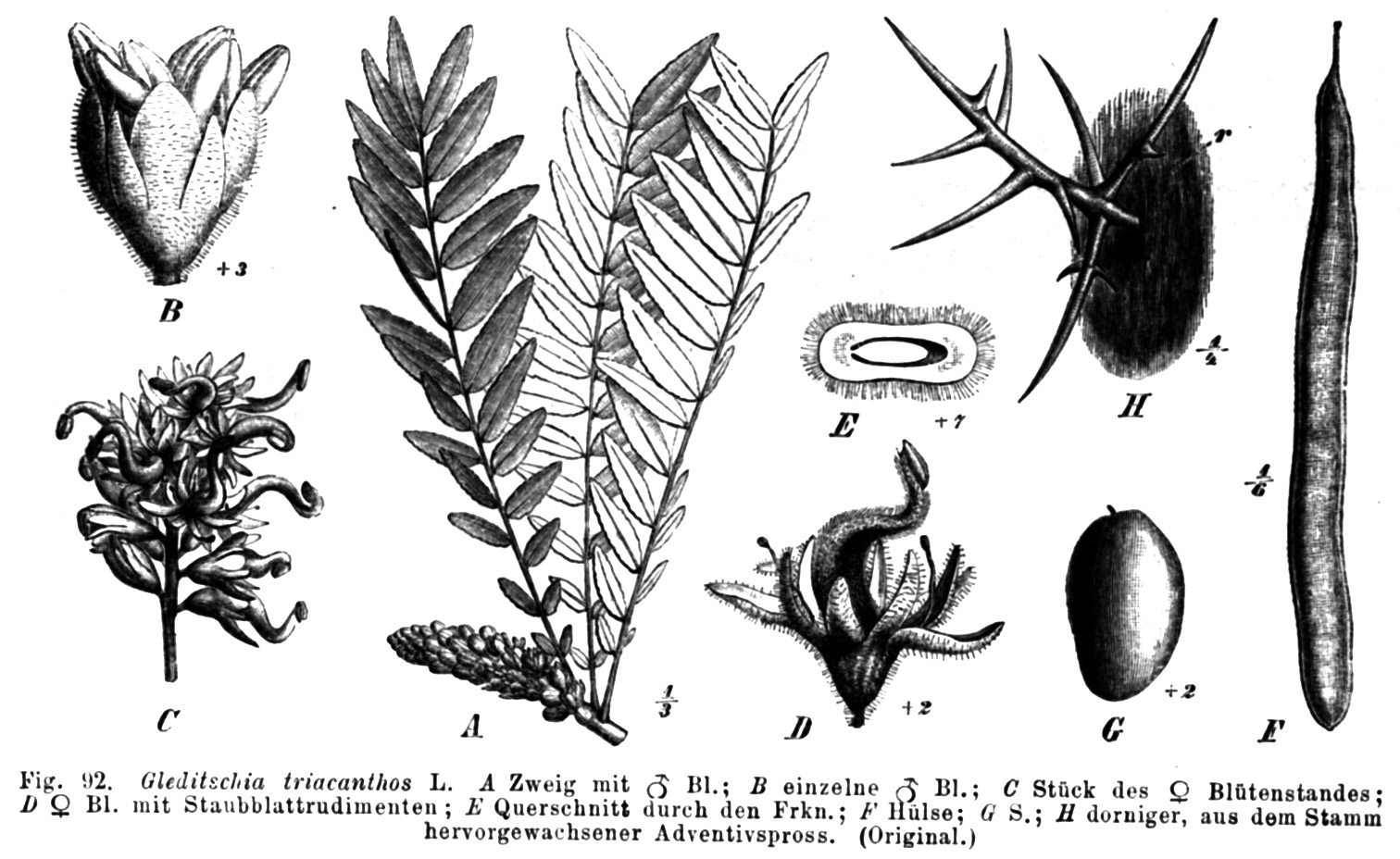
Ilustración de Gleditsia triacanthos in Leguminosae, Engelmann (ed.): Natürliche Pflanzenfamilien, vol. III, 3. 1891; autor Paul Hermann Wilhelm Taubert (1862-1897)

- Caesalpiniodes triacanthum (L.) Kuntze
- Gleditschia triacanthos L. (variante ortográfica)
- Gleditsia brachycarpa (Michx.) Pursh
- Gleditsia bujotii Neumann
- Gleditsia bujotii var. pendula Rehder
- Gleditsia elegans Salisb.
- Gleditsia ferox var. nana Rehder
- Gleditsia flava Steud.
- Gleditsia heterophylla Raf.
- Gleditsia horrida Salisb.
- Gleditsia inermis L.
- Gleditsia inermis var. elegantissima Grosdem.
- Gleditsia laevis G.Don
- Gleditsia latifolia Lavallee
- Gleditsia latisilique Steud.
- Gleditsia meliloba Walter
- Gleditsia micracantha Steud.
- Gleditsia micracantha Loddiges ex Steudel
- Gleditsia polysperma Stokes
- Gleditsia sinensis var. nana Loudon
- Gleditsia sinensis var.nana Asch. & Graebn.
- Gleditsia spinosa Marsh
- Melilobus heterophyla Raf.
- Vachellia villaregalis (McVaugh) Seigler & Ebinger[14]

## Nombres vernáculos
- En España: acacia (2), acacia de tres espinas (10), acacia de tres púas (3), alcacia, algarroba, algarroba de burros, algarrobo, algarrobo bravío, algarrobo loco, chorizos, falsa acacia, gledichia (2), pampinto. Entre paréntesis, la frecuencia del vocablo en España.[15]

- En Argentina: acacia negra[16][2][3] (nombre preferido), algarroba turca,[16] acacia de tres puntas.[2]